# Gastrancistrus tenebricosus
Gastrancistrus tenebricosus är en stekelart som beskrevs av Walker 1834. Gastrancistrus tenebricosus ingår i släktet Gastrancistrus och familjen puppglanssteklar. Inga underarter finns listade i Catalogue of Life.